# Maikel Benner
Maikel Benner (Schiedam, 24 maart 1980) is een Nederlandse honkballer.
Benner gooit en werpt rechtshandig en speelt linksvelder en achtervanger. Op zestienjarige leeftijd kwam hij uit voor het Nederlandse Jong Oranje-team en begon ook in de hoofdklasse te spelen voor Sparta/Feyenoord uit Rotterdam. In 2001 stapte hij over naar DOOR Neptunus, in 2006 en 2007 kwam hij uit voor ADO uit Den Haag en in 2008 en 2009 kwam hij uit voor het eerste team van de Amsterdam Pirates met nummer 15. Benner sloot in 2010 zijn hoofdklasseloopbaan af en speelt sindsdien in de derde klasse voor de vereniging S.C. Vlaardingen Holy waar zijn vader coach van is.
Als international voor het Nederlands honkbalteam deed hij mee aan de Intercontinental Cup in 1999, de Europese Kampioenschappen van 2001 en 2003, het World Port Tournament van 2001 en 2003, de Haarlemse Honkbalweek van 2001 en 2002 en de Olympische Spelen van 2004. Hierna werd hij niet meer opgeroepen voor de selectie.
Sharnol Adriana · 
Wladimir Balentien · 
Johnny Balentina · 
Patrick Beljaards · 
Maikel Benner · 
Yurendell de Caster · 
Ivanon Coffie · 
Rob Cordemans · 
Robin van Doornspeek · 
Dave Draijer · 
Evert-Jan 't Hoen · 
Chairon Isenia · 
Eelco Jansen · 
Sidney de Jong · 
Ferenc Jongejan · 
Eugene Kingsale · 
Dirk van 't Klooster · 
Patrick de Lange · 
Raily Legito · 
Calvin Maduro · 
Diego Markwell · 
Ralph Milliard · 
Harvey Monte · 
Alexander Smit